# 少年雑誌

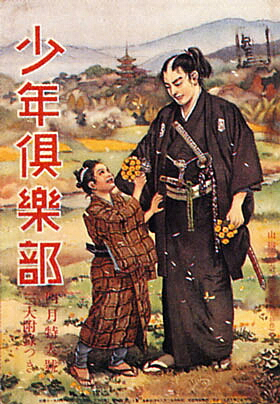
少年倶楽部

少年雑誌（しょうねんざっし）とは、少年層を読者に想定した総合雑誌のことである。

## 概要
17世紀から18世紀にかけてヨーロッパを中心に児童向けの逐次刊行物の出版が始まり、成人向け雑誌と児童雑誌が分化していく。草創期の児童雑誌は男女を問わず年少の読者を対象としたものだったが、19世紀に入ると、イギリスで1879年に『The Boys Own Paper』、1880年に『The Girl's Own Paper』が創刊するなど、男子・女子を意味する言葉を冠した雑誌が現れる。
日本では1888年に創刊した『少年園』が日本初の総合的少年雑誌といわれているが、同誌も女子読者を排除しておらず、他誌も含め1890年代までは雑誌単位で読者を性別で区別することはなかった。1895年に『少年世界』の誌内に女子読者向けコーナーが設けられ、これを発展させる形で1906年に『少女世界』が創刊されるなど、1900年代以降に少女雑誌というジャンルが成立、少年雑誌の誌面構成は男子寄りになっていく。
1914年に大日本雄弁会（講談社の前身）が創刊した『少年倶楽部』は発刊の言葉で「男子らしき男子」というフレーズを用いており、「怪人二十面相」などの小説、「のらくろ」や「冒険ダン吉」といった漫画を掲載したほか、飛行艇などの紙製模型を付録にするなどして男子からの人気を獲得し、大正から昭和初期にかけての少年雑誌の代表例となる。
第二次世界大戦前後に発展した貸本業向けの赤本漫画で育った多くの漫画家が少年漫画作品を提供した。高度経済成長期より次第に児童・少年らが経済的に豊かになる中で、月刊誌は月極めの小遣いから多くを割いて繰り返し読まれるために一話完結の、週刊誌は安価で読み終わったら捨てるか友人の間で貸し借りされるなどして続きもののストーリー漫画が好まれる傾向へと分化していった。
戦後復興期から1960年代の初めまで講談社の『ぼくら』・『少年クラブ』、集英社の『幼年ブック（『日の丸』）』・『おもしろブック（『少年ブック』）』、光文社の『少年』、少年画報社の『少年画報』、秋田書店の『漫画王（『まんが王』）』・『冒険王』、『漫画少年』等が相次いで発刊され、小学生に大人気を博した少年雑誌は子供達にとって少年漫画雑誌というだけでなく、世界の情報の発信源であった。
1960年代から子供達の興味がテレビに移行すると、1959年に創刊された『週刊少年サンデー』や『週刊少年マガジン』のような漫画主体の週刊少年漫画雑誌が中心となっていく。
一方、1977年に『月刊コロコロコミック』、1981年に『コミックボンボン』などの小学校低・中学年を対象とした、それまでの幼年漫画と少年漫画の中間に位置する児童向け漫画雑誌も創刊された。熱心な科学少年にとっては誠文堂新光社の『子供の科学』が定番であるがマイナーな位置に留まっている。
また、少年と表記しているが実際は大人も読んでおり、少年漫画誌は青年漫画が生まれる1970年代には高校生〜大学生が主要な読者層だった。現在でも青年誌より少年雑誌の漫画のほうが好きな大人も少なくない。友達親子を望む若い母親は密かに『週刊少年ジャンプ』を愛読しており、息子に少年キャラクターの名前（多くはラブコメディの主人公）をつける場合も少なくない。
ある雑誌が少年層を読者に想定しているかどうかは、漢字の振り仮名（ルビ）が教育漢字（学習漢字）にまで付けられているかどうかが判断の目安となる。教育漢字にルビが付いていれば、概ね小学生以下が主な対象読者に含まれると見てよい。

## 内容の変化
当初より少年雑誌は少年が好むであろう冒険活劇を主体とした作品が多く、またサイエンス・フィクション(SF)調の作品も好まれている。読者層のかっこいいものへの憧れや遊び方を反映して、古くは異国情緒あふれる冒険もの、あるいは日本軍を主体とした軍事物や戦記物が取り上げられ、日本が豊かになるにつれてスポーツ選手・自動車・テレビゲームなどを特集や漫画などの形でとりあげてきた。
テーマ的には努力・根性・友情といった物が定番であったが、1980年前後からは当時の社会風潮とも言われたさめたムードの中でしばしば揶揄の対象ともなっており、過剰な根性論は廃れ現代の実利的価値観を反映したものになっている。
近年では多発する動物虐待や凶悪犯罪（快楽殺人事件）への警戒から、出版側でも自主規制でそのような描写を作者側に避けるよう指示する傾向も見られる。一部では憎むべきキャラクター（→勧善懲悪）を演出するためによりあざとい残虐描写を取り入れる作品も見られ、また現代では希薄と成った「生と死」というテーマを挙げる作品もあるがその描写が保護者層などに問題視されるという現象も見られる。
少年雑誌に限ったことではないが現代の漫画家は一種の制作プロダクション状態にあり、多数のアシスタントを擁するのが一般的である。安定した作品供給が求められている事や、緻密な描写の作品が好まれる傾向もあって漫画作品の制作風景は従来の職人芸・芸術的な活動から分業生産体制に移行している。その一端にはおたく市場の拡大にも伴い、同人誌活動をしていた側からの人員調達が容易となった社会背景の変化も関連付けられるといえる。
1970年前後に永井豪らの作品中にあった性的な内容を含む描写が大きな議論を呼んだが、1980年代頃からの水着アイドルのグラビア掲載（→グラビアアイドル）という傾向もみられる。現在は高年齢層の読者が多く青年漫画誌に移行して、少年漫画誌の性的描写は控えめになる傾向にある。

## 広告媒体として
戦後の少年雑誌・少女雑誌の発達に伴って通信販売の広告も頻繁にこれら雑誌の紙面を飾ったが、特に少年雑誌では少年層向けの玩具類やサプリメント（コンプレックス産業）といった業者が、その膨大な発行部数にも絡んで、高度経済成長期以降に大きく発展している。ただこれら通信販売ではいかがわしい・効果が不確かな・危険な物品を販売する業者も後を絶たず、1980年代より社会問題化した有害玩具の多くはこの通販業者の出した広告経由で、年齢も定かではない客に向けて販売された。これに関してはしばしば教育関係者にも問題視する向きもあり、保護者の中には漫画を読みふける以上に少年雑誌にそのような広告が載っていることをもって嫌う人も見られる。
その一方でメディアミックスやタイアップ作品は1980年代よりしばしば出るようになったが、1990年代より活発化して様々な商品を売り込むための作品群や広告が紙上を飾る傾向も強い。その一方でアニメ市場の活性化にも伴い、少年雑誌上で人気投票が行われてこの人気投票上位作品が連続的にテレビアニメ作品として放映されるようになり、少年雑誌とテレビメディアやOVA作品、加えて関連する製品を販売する玩具メーカーとの繋がりは密接化している。
2000年代では、このような漫画作品・アニメ作品・玩具メーカーの連携に加え、コンピュータゲームでも漫画作品に端を発するキャラクターゲームの宣伝活動の一種として、少年雑誌上で大掛かりな特集記事を組むことが、当たり前の販売戦略となっている。この辺りにはドラゴンクエストシリーズ（1986年～）に源流を見出すことができる。この作品は、キャラクターデザインを漫画家の鳥山明が担当したことに関連し、鳥山作品を主に掲載していた週刊少年ジャンプ誌上に制作途中から頻繁にタイアップ特集記事が掲載されたこともあり、発売日当日には玩具店やゲームソフト販売店の前に長い列ができるなどして、爆発的なヒットを記録した。
また近年増えているライトノベルやアダルトゲームなどのコミカライズ作品は少年誌で連載されることが多く、それに特化した少年誌も存在する（月刊コミックアライブ、コンプエースなど）。
またグラビア掲載では古くは一定の認知度があるアイドルの写真を販売促進のための付録として扱っていたようだが、1980年代より積極的に新人アイドルも掲載するようになった事から、芸能事務所の商品であるアイドルの社会的認知度増大の活動の一端としてこのグラビアページを活用する傾向も見られ、かつてはアイドル雑誌が担っていた紙媒体でのアイドル宣伝活動をこの少年雑誌に振り分ける傾向も見られる。

## 日本の主な少年雑誌

### 週刊少年雑誌
- 週刊少年マガジン
- 週刊少年サンデー
- 週刊少年キング（休刊）
- 週刊少年ジャンプ
- 週刊少年チャンピオン

### 児童向け雑誌
- 月刊コロコロコミック
- 最強ジャンプ
- ケロケロエース（休刊）
- コミックボンボン（休刊）
- 月刊コミックブンブン（休刊）